# Gora Koksharova
Gora Koksharova är ett berg i Antarktis. Det ligger i Östantarktis. Australien gör anspråk på området. Toppen på Gora Koksharova är 1 195 meter över havet.
Terrängen runt Gora Koksharova är platt åt nordost, men åt sydväst är den kuperad.  Trakten är obefolkad. Det finns inga samhällen i närheten.